# Calimero (serie animata 1992)
Calimero (カリメロ?, Karimero), trasmessa anche con il titolo Calimero e i suoi amici, è una serie televisiva anime del 1992 prodotta da Tele Image e Visual 80, basata sul personaggio di Calimero.
L'edizione italiana è stata trasmessa dal 10 giugno 1996 dapprima su Canale 5 e in seguito su Rete 4.

## Sigle
Sigle giapponesi
- Nee! Calimero cantata dai The Raspberries, sigla d'apertura
- Koi ni ki o Tsukete cantata dai Raspberry, sigla di chiusura

Sigle italiane
- Calimero, sigla italiana usata per la trasmissione della serie sulle reti Mediaset, scritta da Alessandra Valeri Manera con la musica di Franco Fasano e cantata da Cristina D'Avena. La canzone è anche nota come Calimero Dance per via dell'omonimo ritornello.
- Calimero, seconda sigla usata nella trasmissione su Boomerang, composta da Gianni Bobbio.

## Episodi
| Nº | Titolo italiano Giapponese 「Kanji」 - Rōmaji                                                              | In onda          | In onda |
| Nº | Titolo italiano Giapponese 「Kanji」 - Rōmaji                                                              | Giapponese       |         |
| 1  | Il castello incantato 「潜入!ゆうれい城の秘密」 - sennyū! yūrei shiro no himitsu                           | 15 ottobre 1992  |         |
| 2  | Furti d'auto 「スクープ！自動車泥棒を追え」 - sukupu! jidōsha dorobō wo oe                                 | 22 ottobre 1992  |         |
| 3  | Il messaggio degli extraterrestri 「ヤッタ!宇宙人の声をキャッチ」 - yatta! uchūjin no koe wo kyacchi       | 29 ottobre 1992  |         |
| 4  | Il tesoro nascosto 「発見！工事現場に古代遺跡」 - hakken! kōjigenba ni kodai iseki                         | 5 novembre 1992  |         |
| 5  | Il testimone scomodo 「謎の転校生ペルーリは見た!」 - nazo no tenkōsei peruri ha mita!                      | 12 novembre 1992 |         |
| 6  | Il musicista scomparso 「追跡！消えたピアニスト」 - tsuiseki! kie ta pianisuto                             | 19 novembre 1992 |         |
| 7  | La rosa blu di Piero 「怪奇！枯れた花のナゾ」 - kaiki! kare ta hana no nazo                                | 26 novembre 1992 |         |
| 8  | Il furto delle statue azteche 「大胆！真昼の大泥棒」 - daitan! mahiru no dai dorobō                        | 3 dicembre 1992  |         |
| 9  | Corsa per la vittoria 「珍プレ－！汗と涙のマラソン大会」 - chin pure -! ase to namida no marason taikai    | 10 dicembre 1992 |         |
| 10 | La crociera pirata 「突撃！海賊船をやっつけろ！」 - totsugeki! kaizokusen woyattsukero!                    | 17 dicembre 1992 |         |
| 11 | Note stonate 「大興奮！友情のコンサ－ト」 - daikōfun! yūjō no konsa - to                                   | 28 dicembre 1992 |         |
| 12 | Calimero e gli amici nel far west 「決闘！駅馬車強盗をつかまえろ」 - kettō! ekibasha gōtō wotsukamaero     | 28 dicembre 1992 |         |
| 13 | Il gran premio 「大混戦!?オバ－トグランプリ」 - daikonsen!? oba - toguranpuri                              | 14 gennaio 1993  |         |
| 14 | Il rapimento di Graziella 「ねらわれた目撃者ジュリア－ノ」 - nerawareta mokugekisha juria - no             | 21 gennaio 1993  |         |
| 15 | La fuga dal fuoco 「危機イッパツ!炎からの大脱出」 - kiki ippatsu! honoo karano dai dasshutsu               | 28 gennaio 1993  |         |
| 16 | L'antico orologio 「登場！世紀の大発明家ドビンチ」 - tōjō! seiki no daihatsumei ie dobinchi                | 4 febbraio 1993  |         |
| 17 | Il dinosauro dell'isola rosa 「大発見！南の島に恐竜を見た」 - daihakken! minami no shima ni kyōryū wo mita | 12 febbraio 1993 |         |
| 18 | La scultura rubata 「天才!?ピ－タ－は大芸術家」 - tensai!? pi - ta - ha dai geijutsuka                     | 18 febbraio 1993 |         |
| 19 | Susi e Pegaso 「お見事!?ス－ジ－は名ジョッキ－」 - o migoto!? su - ji - ha mei jokki -                     | 25 febbraio 1993 |         |
| 20 | Calimero sciatore 「みつけた！伝説の雪男」 - mitsuketa! densetsu no yukiotoko                              | 4 marzo 1993     |         |
| 21 | Calimero e gli amici nello spazio 「カリメロ宇宙にいく」 - karimero uchū niiku                             | 11 marzo 1993    |         |
| 22 | Il palazzo della sirena 「さがせ！消えた人魚姫」 - sagase! kie ta ningyohime                               | 18 marzo 1993    |         |
| 23 | La caccia al tesoro 「発見！ドビンチ家の謎の財宝」 - hakken! dobinchi ie no nazo no zaihō                  | 8 aprile 1993    |         |
| 24 | Il circo delle stelle 「ロシ－タの空中大サ－カス」 - roshi - ta no kūchū dai sa - kasu                     | 15 aprile 1993   |         |
| 25 | Viaggio nel paese magico 「魔法の国の大冒険」 - mahō no kuni no daibōken                                   | 22 aprile 1993   |         |
| 26 | Mario 「わがまま坊やに気をつけろ！」 - wagamama bōya ni kiwo tsukero!                                      | 29 aprile 1993   |         |
| 27 | Campeggio 「それ行け！キャンプで大レ－ス」 - sore ike! kyanpu de dai re - su                               | 6 maggio 1993    |         |
| 28 | La sposa scomparsa 「大恋愛!?逃げだした花嫁」 - dairen'ai!? nige dashita hanayome                          | 13 maggio 1993   |         |
| 29 | Terreno di scontro 「対決！ちびっこストリート」 - taiketsu! chibikko sutorito                              | 20 maggio 1993   |         |
| 30 | Squadra di soccorso 「出動！カリメロ・レスキュー隊」 - shutsudō! karimero. resukyu tai                     | 27 maggio 1993   |         |
| 31 | La casa della lucertola 「追跡！大トカゲのお引っ越し」 - tsuiseki! dai tokage noo hikkoshi                 | 3 giugno 1993    |         |
| 32 | Il Tip Tap 「めざせ！ボクらはスターだ」 - mezase! boku raha suta da                                        | 10 giugno 1993   |         |
| 33 | La locomotiva a vapore 「走れ！ぼくらの蒸気機関車」 - hashire! bokurano jōkikikansha                       | 17 giugno 1993   |         |
| 34 | Il diadema di carnevale 「カーニバルで大フィーバー！」 - kanibaru de dai fiba!                             | 1º luglio 1993   |         |
| 35 | L'artista 「カリメロの陶芸家修行」 - karimero no tōgeika shugyō                                            | 8 luglio 1993    |         |
| 36 | Notte ai grandi magazzini 「デパートで危機一髪」 - depato de kikiippatsu                                   | 29 luglio 1993   |         |
| 37 | Avventure sull'isola deserta 「探検!謎のユウレイ島」 - tanken! nazo no yūrei shima                         | 5 agosto 1993    |         |
| 38 | La gara degli aquiloni 「ジュリアーノ大空を飛ぶ！」 - juriano oozora wo tobu!                              | 12 agosto 1993   |         |
| 39 | Star per un giorno 「大変身！スージーはアイドル？」 - taihen mi! suji ha aidoru?                           | 19 agosto 1993   |         |
| 40 | La macchina del tempo 「原始時代で大冒険！」 - genshi jidai de daibōken!                                   | 26 agosto 1993   |         |
| 41 | Rossella e il baseball 「熱血！ガールズベースボール」 - nekketsu! garuzubesuboru                           | 2 settembre 1993 |         |
| 42 | Piero lavora part-time 「ピーターのアルバイト大作戦」 - pita no arubaito daisakusen                        | 9 settembre 1993 |         |
| 43 | Piero invisibile 「透明人間ピーターあらわる？」 - tōmeiningen pita arawaru?                                | 27 dicembre 1993 |         |
| 44 | Robots impazziti 「大建築!スージー、夢の宮殿」 - daiken chiku! suji, yume no kyūden                        | 27 dicembre 1993 |         |
| 45 | Caccia alla collana 「激走！真犯人を追跡せよ」 - gekisō! shinhannin wo tsuiseki seyo                       | 28 dicembre 1993 |         |
| 46 | Ispettore d'assalto 「大捜査？ピーターとドジ刑事」 - dai sōsa? pita to doji keiji                          | 28 dicembre 1993 |         |
| 47 | Le lucciole arcobaleno 「幻の七色ホタルを探せ！」 - maboroshi no nanairo hotaru wo sagase!                 | 29 dicembre 1993 |         |
| 48 | Le premonizioni di Calimero 「大予言！カリメロの超能力」 - daiyogen! karimero no chōnōryoku                | 29 dicembre 1993 |         |
| 49 | Il furto dei gioielli 「トリックの謎をあばけ！」 - torikku no nazo woabake!                                | 30 dicembre 1993 |         |
| 50 | Viaggio sul fondo del mare 「海底探検！沈没船を引き上げろ」 - kaitei tanken! chinbotsusen wo hikiage ro    | 30 dicembre 1993 |         |
| 51 | Mini Calimero e i suoi amici 「ミクロの世界の大冒険！」 - mikuro no sekai no daibōken!                     | 31 dicembre 1993 |         |
| 52 | Valeriano regista 「ジュリアーノの監督デビュー！」 - juriano no kantoku debyu!                             | 31 dicembre 1993 |         |